# SkyUp Airlines
SkyUp Airlines – ukraińskie tanie linie lotnicze z siedzibą w Kijowie założone w maju 2018 roku. W 2021 przewiozły ponad 2,5 miliona pasażerów i wykonała prawie 16 tys. lotów. Obecnie zatrudnia 1172 pracowników.
Od 24 lutego 2022 do 17 marca 2022 linie zawiesiły działalność w związku agresją Rosji na Ukrainę. Od 17 maja świadczy wyłącznie usługi leasingu samolotów. W grudniu 2024 linie ogłosiły wznowienie działalności od kwietnia 2025 na trasach z Kiszyniowa do Alicante, Barcelony, Heraklionu, Larnaki, Lizbony, Palma de Mallorca, Salonik i Paryża (Beauvais).

## SkyUp w Polsce
W Polsce SkyUp miał kilka nieudanych podejść do otworzenia tras. W listopadzie 2020 ogłoszono trasy z Kijowa do Gdańska i Warszawy-Modlin. W styczniu 2021 trasa do Warszawy zostaje anulowana. Niecałe dwa tygodnie później ogłoszono połączenia z Łodzi do Lwowa i Kijowa oraz z Katowic do Kijowa. W maju ogłoszono odwołanie połączeń do Gdańska, opóźniono połączenie z Katowicami (trasa nie wystartowała) i zlikwidowano trasę Łódź-Lwów. 20.09.2021 po półrocznym opóźnieniu startuje trasa z Łodzi do Kijowa.

## Flota
Obecnie flota liczy 10 samolotów
| Samolot           | W służbie | Zamówione | Liczba Pasażerów | Dodatkowe Informacje                                |
| ----------------- | --------- | --------- | ---------------- | --------------------------------------------------- |
| Boeing 737-700    | 2         | —         | 149              | Jeden samolot posiada malowanie FC Szachtar Donieck |
| Boeing 737-800    | 8         | —         | 189              |                                                     |
| Boeing 737 MAX 8  | —         | 2         | Brak Danych      |                                                     |
| Boeing 737 MAX 10 | —         | 3         | Brak Danych      |                                                     |
| Łącznie           | 10        | 5         |                  |                                                     |